# Grande Dizionario Enciclopedico
Il Grande Dizionario Enciclopedico UTET, spesso abbreviato con l'acronimo GDE, è una delle più vaste e autorevoli opere enciclopediche italiane. È in genere ritenuta seconda solo all'Enciclopedia Treccani..
Quanto all'enciclopedia Motta, pubblicata nel 1952, questa già negli anni '60 era composta da 15 volumi di dizionario enciclopedico (A-Z), in seguito più che raddoppiati: tenendo conto anche delle collane integrative per soggetto tematico (psicologia, letteratura, geografia e atlanti, storia dell'arte ecc.).

## Edizioni e supplementi di aggiornamento
La prima edizione, diretta da Pietro Fedele nel periodo 1933-1939, era composta da 10 volumi.
A differenza dell'Enciclopedia Treccani, rimasta immutata nel suo corpus del 1929 e aggiornata per mezzo delle appendici periodiche, il GDE fu riproposto in una seconda edizione completamente rinnovata tra il 1954 e il 1962 e in una terza (1966-'75), quest'ultima di grande successo tra il pubblico.
L'ultima versione, la quarta (1984-'91) è composta da 28 volumi, in particolare:
- 20 volumi di corpus principale dell'enciclopedia (Il termine dizionario che compare nel nome sta ad indicare il fatto che le voci sono disposte secondo l'ordine alfabetico),[2]
- 1 volume "Indice",
- 1 volume "Grande Atlante Geografico e Storico",
- 2 volumi "Gli Strumenti del Sapere Contemporaneo", a loro volta suddivisi in "Discipline" e "Concetti", che approfondiscono con nozioni tecniche le voci contenute nel corpus principale,
- 3 volumi "Dizionario dei capolavori" della letteratura, cinema, musica e teatro,
- 1 volume "Cronologia Universale".
- 1 volume a sé stante (monografia già edita come libro in versione manualistica universitaria nella collana):  Francesco Bruni, L'italiano. Elementi di storia della lingua e della cultura. Testi e documenti, con carta dei dialetti d'Italia, 1984,  pp. XII+484, ISBN 88-02-03808-2, SBN PAL0176041.
- Appendici di aggiornamento ("Supplementi") nel 1997[3], 2002, 2005, 2008, 2011, 2015.

## Nuova enciclopedia popolare
Spesso ne viene considerata un'antenata la Nuova Enciclopedia Popolare, edita anch'essa dalla UTET nel 1842. Questa pubblicazione, iniziata da Giuseppe Pomba, fondatore della casa editrice torinese e in seguito diretta da Gaetano De Marchi, rappresentò per lungo tempo la maggiore opera enciclopedica prodotta in Italia fino al 1929, anno in cui venne pubblicata l'Enciclopedia Treccani. L'opera vide la collaborazione di insigni collaboratori quali Cesare Balbo, Carlo Promis e Luigi Cibrario.

## Enciclopedia UTET-Repubblica
Aggiornata a Marzo 2003, gli editori UTET-Istituto Geografico De Agostini pubblicarono, nella collana la Biblioteca di Repubblica,  l'Enciclopedia composta da circa 80.000 voci redatte da 2.000 fra collaboratori e specialisti del mondo accademico italiano ed internazionale.
L'opera fu realizzata da Redazione Grandi Opere di Cultura di UTET, rielaborando i contenuti delle banche dati UTET, Garzanti Grandi Opere e De Agostini, con particolare riferimento all'Enciclopedia Nova. Ed è  formata da 33 volumi in formato A2 di circa 850 pagine ciascuno, di cui quattro per i dizionari bilingui inglese-italiano e francese-italiano. L'opera fu distribuita a modico prezzo nelle edicole italiane come supplemento opzionale del noto quotidiano per altrettante settimane (ISSN 1128-4455)